# Shaak-Ti
Shaak-Ti fou una jedi de l'espècie dels togruta, originària del planeta Shili i membre de l'Alt Consell Jedi de Coruscant. El color del seu làser era blau, i tenia una mida d'1,78 metres.

## Biografia
Shaak-Ti va reemplaçar a la mestra Yaddle en el Consell i va continuar allí una dècada després. En la seva vida, Shaak-Ti va entrenar dos padawan i va veure a ambdós morir, un a les mans de criminals i altre a les d'una zeltron cridada Lyshaa amb qui es tornaria a trobar per a matar-la en les Guerres Clon. Va lluitar en Geonosis i va sobreviure a la gran batalla. Poc després va ser enviada a Kamino per a dirigir la defensa de les instal·lacions clon amb l'ajuda d'Anakin Skywalker i Obi-Wan Kenobi, va aconseguir derrotar les forces separatistes. Dies després va anar a Brentaal IV on es va trobar amb els presos Quinlan Vos i Lyshaa. Va enviar a Quinlan a inutilitzar armes, a un clon ARC a destruir els escuts i a Lyshaa a controlar al governador amb els seus feromones. Aquesta última va trair a Shaak i li va disparar. Però Shaak-Ti va sobreviure per a veure el seu triomf. Després va anar a Hypori on va barallar valentament contra el General Grievous i va sobreviure amb Ki-Adi-Mundi i Aayla Secura. Posteriorment, va tenir la tasca de protegir el senador Palpatine en Coruscant i va ser derrotada pel general Grievous, qui anava bé escortat pels seus guardaespatles. També va dirigir la defensa del Temple Jedi quan aquest va ser assetjat per les tropes clon, dirigides per Darth Vader, i solament va abandonar el temple quan es va assegurar, ja perduda la batalla, que alguns padawan escapaven en un vell carguer espacial. Després es quedà a Felucia on s'enfronta a l'aprenent secret de Vader, sent derrotada i abandonà la zona fingint el seu suïcidi i deixant el seu sabre làser a l'aprenent per a aparentar la seva mort davant Vader.